# Negar Zarassi
Negar Zarassi, född 14 februari 1982, är en svensk-iransk sångare, klassiskt skolad inom opera (sopran).

## Biografi
Negar Zarassi är född i Iran och kom till Sverige som treåring. Hon har dubbla kandidatexamen i musik från dels Kungliga Musikhögskolan i Stockholm (2005-2007) och dels från Högskolan för Scen och Musik i Göteborg (2007-2010). På scenen har hon bland annat sjungit Foreign lady i Mira Bartovs Konsuln, Donna Anna i Don Juan, och medverkat i kortoperan Ledaren på Malmö Opera. 2022 släppte hon sitt första album med titeln 'Ba Ma Beman'.
Hon blev internationellt känd i och med sin medverkan i TV-programmet Persian's Got Talent (Persiska talang) där hon tog sig till final och slutligen kom på en tredje plats. Programmet hade mångmiljonpublik. Hon har även framträtt i solokonserter på Stora Teatern i Göteborg.
Hon har även setts i några svenska TV-serier där hon haft mindre roller. Hösten 2024 medverkade hon som tävlade i SVT:s frågesportprogram Kulturfrågan Kontrapunkt, och hon återvänder även under säsongen hösten 2025.. Under advent 2025 kan hon höras i Sveriges Radios julkalender Spökjul på Dimmeborg.